# Theodor Harder (Soziologe)
Theodor Harder (* 7. Juni 1931 in Wernigerode; † 7. September 2016 in Melle) war ein deutscher Soziologe und Mathematiker. 
Theodor Harder erhielt am 25. Januar 1970 einen Ruf auf die Professur für Methodologie und Mathematik der Sozialwissenschaften und gehörte zu den Gründungsprofessoren der Fakultät für Soziologie der Universität Bielefeld. Von 1973 bis 1976 war er Dekan. Er lehrte dort bis zu seiner Emeritierung im Jahr 1996.

## Schriften
Autor
- (1959) Wirtschaftsprognose : Ein Beitrag zur gegenwärtigen Diskussion
- (1966) Elementare mathematische Modelle in der Markt- und Meinungsforschung : praktische Anwendung, Rechengang, Rechenaufwand
- (1969) Introduction to mathematical models in market and opinion research : with practical applications, computing procedures and estimates of computing requirements
- (1970) Werkzeug der Sozialforschung
- (1973) Dynamisch Modelle in der empirischen Sozialforschung
- (1975) Daten und Theorie
- (1989) Ein elementarer Diffusionsprozeß und seine Beschreibung durch partielle Differenzengleichungen und deren kombinatorische Lösungen (Arbeitsberichte und Forschungsmaterialien / Universität Bielefeld, Fakultät für Soziologie; 48)
- (1989) Ein neuer nicht-parametrischer Test für extreme Reaktionen (Arbeitsberichte und Forschungsmaterialien / Universität Bielefeld, Fakultät für Soziologie; 49)
- (1989) Decomposition of a time series by means of unit circle frequency analysis (Arbeitsberichte und Forschungsmaterialien / Universität Bielefeld, Fakultät für Soziologie; 50)
- (1989) Zerlegung diskreter Zeitreihen (Arbeitsberichte und Forschungsmaterialien / Universität Bielefeld, Fakultät für Soziologie; 51)
- (1989) Kombinatorische Lösung eines Entscheidungsproblems (Arbeitsberichte und Forschungsmaterialien / Universität Bielefeld, Fakultät für Soziologie; 52)
- (1994) Dynamische Analyse : diskrete, stetige und Verlaufsmodelle

Herausgeber
- (1981) Probleme der Mehrebenenanalyse : Band zum Kolloquium "Probleme der Mehrebenenanalyse" vom 12. - 14.6.1980 in Bielefeld; Projekt "Mehrebenenanalyse", USP Mathematisierung / hrsg. von Theodor Harder, Johannes Huinink und Dorothea Rumianek